# Адолф фон Менцел
Адолф фон Менцел (на немски: Adolph Friedrich Erdmann von Menzel) (8 декември 1815, Бреслау – 9 февруари 1905, Берлин) е германски художник, график, един от лидерите на романтичния историзъм. Идеализира Пруската монархия. След революцията от 1848 г. се насочва към социални и битови теми.

## Биография
Адолф фон Менцел е роден в Източна Германия, в град Бреслау (днес Вроцлав, Полша). През 1830 г. той се премества със семейството си в Берлин. Първото му художествено училище е в литографската работилница на баща му. След като през 1833 г. баща му умира, той започва да работи всякаква работа (прави обедни менюта, покани и т.н.), за да изхранва семейството си. Адолф за кратко (само за 6 месеца) посещава класове в Художествената академия в Берлин и е почти самоук. За пръв път става известен през 1833 г. със своята тетрадка с рисунки, нарисувани с писалка, които изобразяват сцени от живота на художника.
От 1856 г. той е професор и член на Берлинската академия на изкуствата. По време на дългите си години живот Менцел пътувал до Австрия, Холандия, Италия, Германия, плава по Рейн, Дунав и Балтийско море. Тези пътувания му служат за източник на теми за картините му.
Менцел умира на 90 години на 9 февруари 1905 г. Императорският двор организира пищно погребение, на което получава титлата генерал-фелдмаршал.
През 1906 г. негови картини са показани в Националната галерия в Берлин.

## Творчество
- „Концерт в Сан Суси“ – 1853 г.
- „Погребение на загиналите през мартенските дни“ – 1848 г.
- „Железопрокатен завод“ – 1875 г.
- „Театър Жимназ“ – 1856 г.
- „Пазар във Верона“ – 1884 г.

## Галерия
- За пиано
- В бялата зала
- Бал
- Канал Фридрих на лунна светлина
- „Концерт в Сан Суси“ – 1853 г.
- „Железопрокатен завод“ – 1875 г.
- „Спящата сестра на Менцел, Емили“ (ок. 1848), 46.8 × 60 cm, Салон на изкуствата (Хамбург)